# Ołeksandr Martiuk
Ołeksandr Łeonidowycz Martiuk, ukr. Олександр Леонідович Мартюк, ros. Александр Леонидович Мартюк, Aleksandr Leonidowicz Martiuk (ur. 24 lipca 1972 w Awdijiwce, w obwodzie donieckim) – ukraiński piłkarz grający na pozycji obrońcy, a wcześniej pomocnika, trener piłkarski.

## Kariera piłkarska

### Kariera klubowa
Wychowanek Szkoły Piłkarskiej w Awdijiwce. W 1989 rozpoczął karierę piłkarską w drużynie rezerwowej Szachtara Donieck, a w 1991 debiutował w podstawowym składzie. W listopadzie 1994 do końca sezonu został wypożyczony do Torpeda Zaporoże. Na początku 1996 wyjechał do Rosji, gdzie bronił barw klubów Mietałłurg Lipieck, Lokomotiw Niżny Nowogród i Torpedo-Wiktorija Niżny Nowogród. Na początku 2000 powrócił do Doniecka, gdzie został piłkarzem Metałurha Donieck. W maju 2000 rozegrał 2 mecze w składzie farm klubu Maszynobudiwnyk Drużkiwka. Potem występował w klubach Krywbas Krzywy Róg, SKA-Eniergija Chabarowsk, Metałurh-2 Donieck i Stal Dnieprodzierżyńsk. Jesienią 2004 zakończył karierę piłkarską.

## Kariera trenerska
Jeszcze będąc piłkarzem łączył również funkcje trenerskie w klubach Metałurh-2 Donieck i Stal Dnieprodzierżyńsk, gdzie pomagał trenerowi Ołeksandrowi Sewidowu. W 2005 razem z Sewidowym przeniósł się do Metałurha Donieck.

## Sukcesy i odznaczenia

### Sukcesy klubowe
- wicemistrz Ukrainy: 1997
- zdobywca Pucharu Ukrainy: 1997